# Айзек Гейден
Айзек Гейден (англ. Isaac Hayden, нар. 22 березня 1995, Челмсфорд) — англійський футболіст, півзахисник клубу «Ньюкасл Юнайтед».

## Клубна кар'єра
Народився 22 березня 1995 року в місті Челмсфорд. Тренувався у футбольних академіях «Брентвуд Бойз» і «Саутенд Юнайтед». У 2008 році став гравцем академії лондонського «Арсеналу». Був капітаном команди «канонірів» до 18 років.

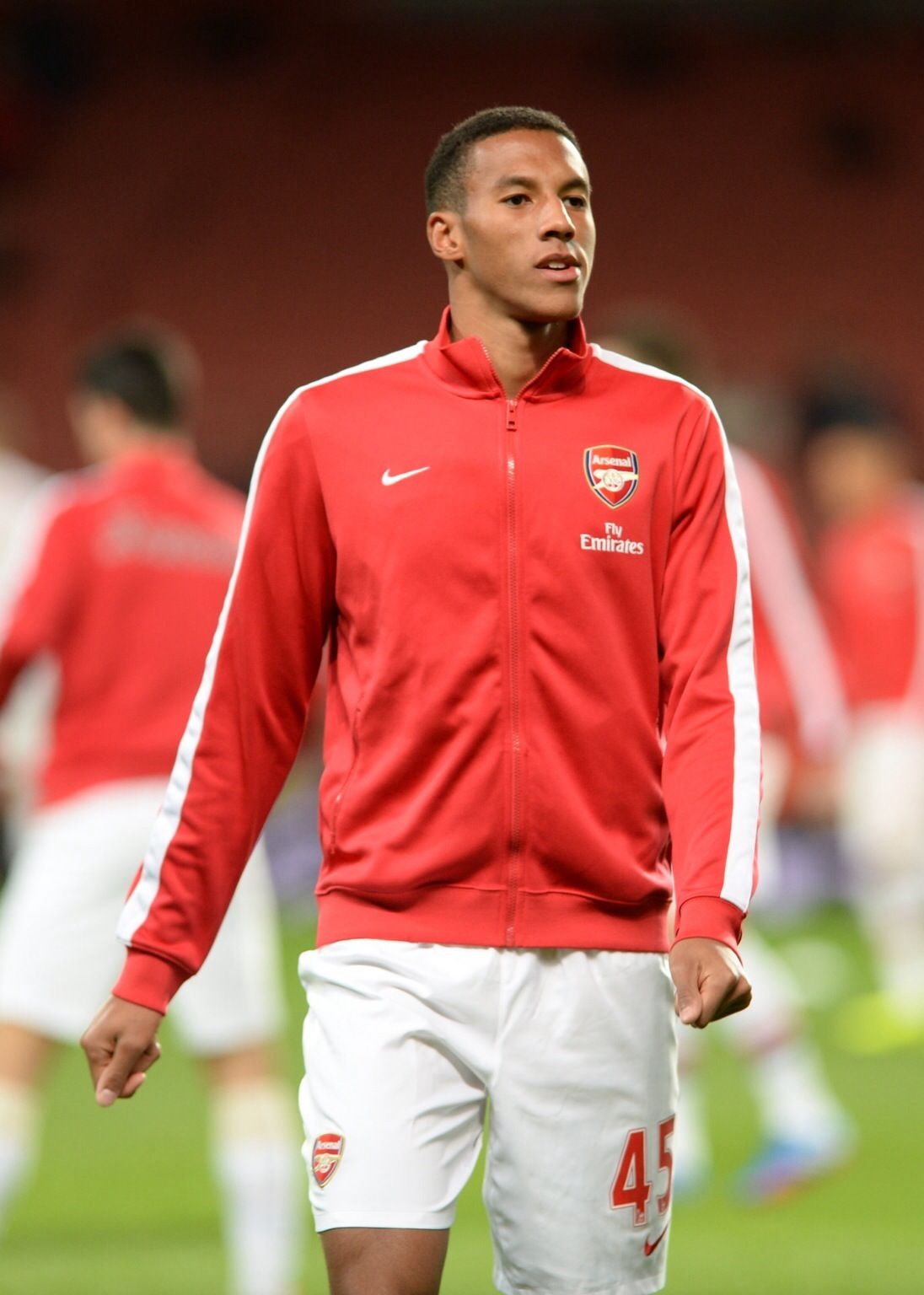
Айзек Гейден під час виступів за «Арсенал». 2013 рік.

В основному складі лондонців дебютував 25 вересня 2013 року, вийшовши в основному складі «канонірів» на позиції центрального півзахисника в матчі третього раунду Кубка Футбольної ліги проти «Вест-Бромвіч Альбіон». Основний час завершився з рахунком 1:1; «Арсенал» виграв матч у серії післяматчевих пенальті. 23 вересня 2014 року Айзек провів свій другий матч за «Арсенал», вийшовши на позиції центрального захисника в матчі Кубка Футбольної ліги проти «Саутгемптона», в якому «каноніри» програли з рахунком 1:2.
31 липня 2015 року Айзек відправився в оренду в «Галл Сіті» до закінчення сезону 2015/16. Його дебют за «тигрів» відбувся 8 серпня 2015 року в матчі першого туру Чемпіоншипу проти «Гаддерсфілд Тауна». 16 січня 2016 року забив свій перший гол за «Галл Сіті» у матчі проти «Чарльтон Атлетік». Всього в сезоні 2015/16 провів за «тигрів» 24 матчі у всіх турнірах.
11 липня 2016 року Гейден перейшов в «Ньюкасл Юнайтед», підписавши з клубом п'ятирічний контракт. Дебютував за «сорок» 5 серпня 2016 року в матчі Чемпіоншипу проти «Фулгема». 17 серпня забив свій перший м'яч за «Ньюкасл» в матчі чемпіонату проти «Редінга». Всього в сезоні 2016/17 провів у складі «Ньюкасла» 37 матчів і забив 2 м'ячі, допомігши своїй команді зайняти перше місце і вийти в Прем'єр-лігу.
У Прем'єр-лізі дебютував у матчі першого туру проти «Тоттенгем Готспур» 13 серпня 2017 року. 15 жовтня 2017 року забив свій перший гол у Прем'єр-лізі в матчі проти «Саутгемптона». Станом на 15 квітня 2019 року відіграв за команду з Ньюкасла 80 матчів в національному чемпіонаті.

## Виступи за збірні
2010 року дебютував у складі юнацької збірної Англії, взяв участь у 17 іграх на юнацькому рівні, відзначившись одним забитим голом.
Протягом 2014—2015 років залучався до складу молодіжної збірної Англії. На молодіжному рівні зіграв у 5 офіційних матчах.

## Статистика виступів

### Статистика клубних виступів
| Сезон                       | Команда                     | Чемпіонат                   | Чемпіонат | Чемпіонат | Національний кубок | Національний кубок | Національний кубок | Континентальні кубки | Континентальні кубки | Континентальні кубки | Інші змагання | Інші змагання | Інші змагання | Усього | Усього | Усього |
| Сезон                       | Команда                     | Ліга                        | Ігор      | Голів     | Ліга               | Ігор               | Голів              | Ліга                 | Ігор                 | Голів                | Ліга          | Ігор          | Голів         | Ігор   | Голів  |        |
| --------------------------- | --------------------------- | --------------------------- | --------- | --------- | ------------------ | ------------------ | ------------------ | -------------------- | -------------------- | -------------------- | ------------- | ------------- | ------------- | ------ | ------ | ------ |
| 2013–14                     | «Арсенал»                   | ПЛ                          | 0         | 0         | КА+КЛ              | 0+1                | 0                  | ЛЧ                   | 0                    | 0                    |               | -             | -             | 1      | 0      |        |
| 2014–15                     | «Арсенал»                   | ПЛ                          | 0         | 0         | КА+КЛ              | 0+1                | 0                  | ЛЧ                   | 0                    | 0                    |               | -             | -             | 1      | 0      |        |
| Усього за «Арсенал»         | Усього за «Арсенал»         | Усього за «Арсенал»         | 0         | 0         |                    | 2                  | 0                  |                      | 0                    | 0                    |               | -             | -             | 2      | 0      |        |
| 2015–16                     | «Галл Сіті»                 | Ч (ІІ)                      | 18        | 1         | КА+КЛ              | 2+4                | 0                  |                      | -                    | -                    |               | -             | -             | 24     | 1      |        |
| 2016–17                     | «Ньюкасл Юнайтед»           | Ч (ІІ)                      | 33        | 2         | КА+КЛ              | 3+2                | 0                  | -                    | -                    | -                    | -             | -             | -             | 38     | 2      |        |
| 2017–18                     | «Ньюкасл Юнайтед»           | ПЛ                          | 26        | 1         | КА+КЛ              | 0+1                | 0                  | -                    | -                    | -                    | -             | -             | -             | 27     | 1      |        |
| 2018–19                     | «Ньюкасл Юнайтед»           | ПЛ                          | 4         | 0         | КА+КЛ              | 0                  | 0                  | -                    | -                    | -                    | -             | -             | -             | 4      | 0      |        |
| Усього за «Ньюкасл Юнайтед» | Усього за «Ньюкасл Юнайтед» | Усього за «Ньюкасл Юнайтед» | 63        | 3         |                    | 5                  | 0                  |                      | -                    | -                    |               | -             | -             | 68     | 3      |        |
| Усього за кар'єру           | Усього за кар'єру           | Усього за кар'єру           | 81        | 4         |                    | 13                 | 0                  |                      | 0                    | 0                    |               | -             | -             | 94     | 4      |        |